# Фрідріх Міхаель Цвайбрюкен-Біркенфельдський
Фрідріх Міхаель Пфальц-Цвайбрюкен-Біркефельдский (нім. Friedrich Michael von Pfalz-Zweibrücken-Birkenfeld, 27 лютого 1724 — 15 серпня 1767) — пфальцграф Цвайбрюкен-Біркенфельд-Бішвайлер у 1735—1767 роках, граф Раппольштайн.

## Біографія
Фрідріх Міхаель народився 27 лютого 1724 року в Раппольтшвайлері. Він був другим сином і третьою дитиною в родині герцога Пфальц-Цвайбрюкенського Крістіана III та його дружини Кароліни Нассау-Саарбрюкенської.
Почав військову кар'єру у французькій армії, у 18 років вже був польовим маршалом. Згодом став генерал-лейтенантом. У 1742 році, разом з маршалом Фуке де Біль-Ілем, брав участь в осаді Праги.
6 лютого 1746 року 21-річний Фрідріх Міхаель пошлюбився із Марією Францискою Зульцбаською. Майже дев'ять місяців потому народився їх перший син Карл Август. Всього ж у подружжя було п'ятеро дітей.
27 листопада 1746 Фрідріх перейшов з протестантизму в католицтво. Пізніше він став пфальцьким генералом-фельдмаршалом, губернатором Мангейма та імператорським генерал-фельдмаршалом під час Семирічної війни з Прусією. Був нагороджений Великим хрестом Військового ордену Марії Терезії за відновлення порядку в імператорській армії після поразки при Росбаху.
Восени 1758 його армія почала наступ на Саксонію, захопила фортецю Зонненштайн та взяла в облогу Лейпциг. 1759 він узяв міста Лейпциг, Торгау, Віттенберг та Дрезден. Фрідріх Михаель прийшов на допомогу фельдмаршалу Леопольду Йосифу фон Дауну у битві при Максені, а також сам здобув перемогу в битві під Штреленом. У 1761 році він пішов у відставку і передав головування австрійським військом фельдмаршалу Йоганну фон Сербельоні.
Після укладення миру в Губертусберзі став командуючим військами Богемії, а пізніше — очолив Таємну військову раду. Після закінчення військової та державної служби знаходився при пфальцькому дворі, де вів доволі усамітнене життя. Був членом мангеймської масонської ложі.
Помер 15 серпня 1767 року у віці 43 років. Похований в Мюнхені.

## Родина
Дружина  — Марією Францискою Зульцбаською
Діти:
- Карл Август Крістіан (1746—1795) — пфальцграф Цвайбрюкен-Біркенфельдський, одружений з Марією Амалією Саксонською, мав єдиного сина, що змер у дитинстві.
- Клеменс Август Йосиф Фрідріх (1749—1750) — змер у ранньому віці.
- Марія Амалія Августа (1752—1828) — королева Саксонії, одружена з Фрідріхом Августом I, мала єдину доньку.
- Марія Анна (1753—1824) — одружена з герцогом Вільгельмом Баварським, народила доньку та сина.
- Максиміліан Йосиф (1756—1825) — король Баварії, був двічі одружений, мав численних нащадків.

## Нагороди
- Орден Золотого руна;
- Військовий орден Марії Терезії.